# Glycyrrhiza astragalina
Glycyrrhiza astragalina är en ärtväxtart som beskrevs av William Jackson Hooker och George Arnott Walker Arnott. Glycyrrhiza astragalina ingår i släktet Glycyrrhiza och familjen ärtväxter. Inga underarter finns listade i Catalogue of Life.